# Kilchberg (Tübingen)
Kilchberg is een plaats in de Duitse gemeente Tübingen, deelstaat Baden-Württemberg, en telt 1262 inwoners (2007).